# Яушев, Мухамметшариф Ахметжанович
Мухамметшариф Ахметжанович Яушев (тат. Мөхәммәтшәриф Әхмәтҗан улы Яушев; 1852—1906) — российский предприниматель, общественный деятель и меценат, ташкентский купец 1-й гильдии, представитель татарской купеческой семьи Яушевых, один из членов фирмы «Братья Яушевы».

## Биография
Вместе с братьями Абдулвали, Муллагали и Мухаммедсадыком Яушевыми продолжал семейное дело, основанное его дедом Гайсой Яушевым. Во второй половине XIX века фирма Яушевых существовала в качестве Торгового дома «Абдулвали Ахмеджанович Яушев с братьями». Её главная контора располагалась в Троицке Оренбургской губернии.
В 1899 году Мухамметшариф Яушев завещал 35 000 рублей для образования вакуфного фонда на содержание Второй мечети г. Троицка и медресе «Мухаммадия», 15 000 рублей на строительство трех мечетей, 8000 рублей на выплату фидия, 3000 рублей на раздачу бедным, а также 3000 рублей на совершение хаджа вместо него, если он не совершит паломничество сам.
По ходатайству Абдулвали, Муллагали и Мухаммедшарифа Яушева в 1901 г. русский класс при троицких медресе был преобразован в Троицкое 2-классное русско-татарское училище.
После смерти Шарифа Яушева в 1906 году братья и сын Латиф Яушев выделили из общего капитала по 5000 рублей на сооружение мечетей в д. Ключи-Сап Царевококшайского уезда (1907) и д. Акзигитово Цивильского уезда Казанской губернии (1909). Кроме того, в 1912 году по завещанию Мухамметшарифа Яушева его сыном Латифом построена деревянная Седьмая соборная мечеть (Слободская, Янаульская) в заречной Кузнецовской слободе (тат. Яңа аул) Троицка. При мечети были созданы мектебе (мусульманская начальная школа) и девичья школа «Нур» (Луч света), в которой преподавала Гайша Расулева — дочь известного религиозного деятеля Зайнуллы Расулева.
Похоронен на старом мусульманском кладбище Троицка.

## Личная жизнь
- Сын — Латиф Яушев, предприниматель, меценат и общественный деятель. Потомки проживают в США.